# Nicolaes Berchem

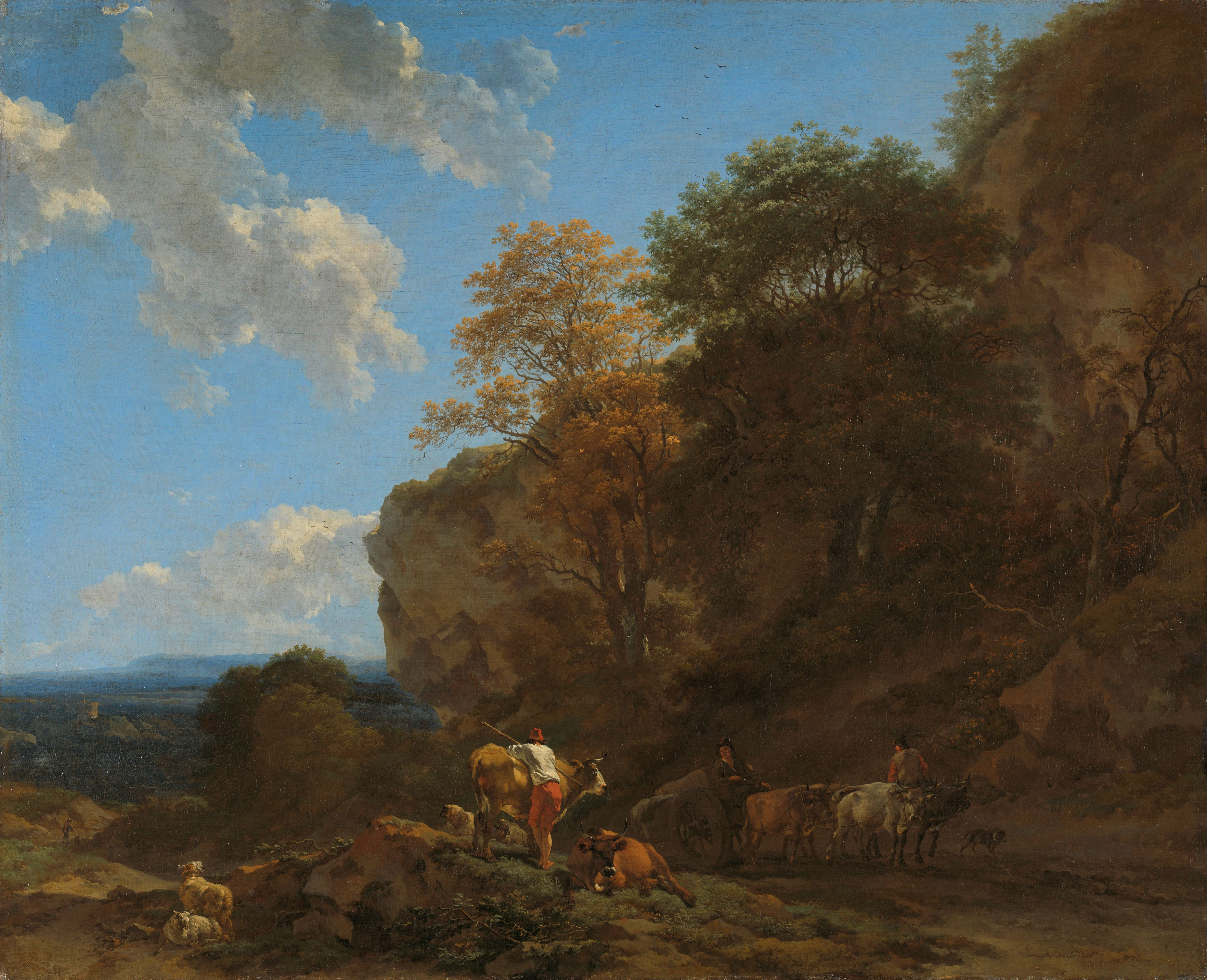
Paisatge italià, oli sobre llenç, 65 x 81 cm, Amsterdam, Rijksmuseum.

Nicolaes Pietersz. Berchem (Haarlem, c. 1621/1622 - Amsterdam, 1683) va ser un pintor barroc neerlandès.

## Biografia
Fill de Pieter Claesz, pintor de bodegons, en 1634, segons una anotació en els registres de la gremi de Sant Lluc, rebia lliçons de pintura del seu pare, encara que probablement rebés classes també de Jan van Goyen i Pieter de Grebber. Va ingressar en el gremi com a mestre independent en 1642 i immediatament va acollir a tres deixebles. Va contreure matrimoni en Haarlem en 1646 amb Catrijne Claes de Groot, fillastra del pintor paisatgista Jan Wils, un altre possible mestre de Nicolaes. El matrimoni va fer testament en 1649, poc abans del naixement d'un fill anomenat Nicolaes com el seu pare, que també seria pintor.
Cap a 1650 hauria viatjat a Alemanya, acompanyant potser a Jacob Van Ruysdael, segons es desprèn d'un dibuix del castell de Bad Bentheim a Alemanya datat en 1650.
Després hauria viatjat a Itàlia, encara que es tracta d'un viatge no documentat i discutit, podent-se explicar el caràcter italianizant dels seus paisatges per la influència de Pieter van Laer o Jan Both. Se li documenta de nou a Haarlem en 1656, quan va comprar una casa, i en el curs 1657-1658 com a degà del gremi de pintors. De 1661 a 1670 va residir en Amsterdam on va tornar definitivament en 1677, després d'una nova estada en Haarlem.

## Obra

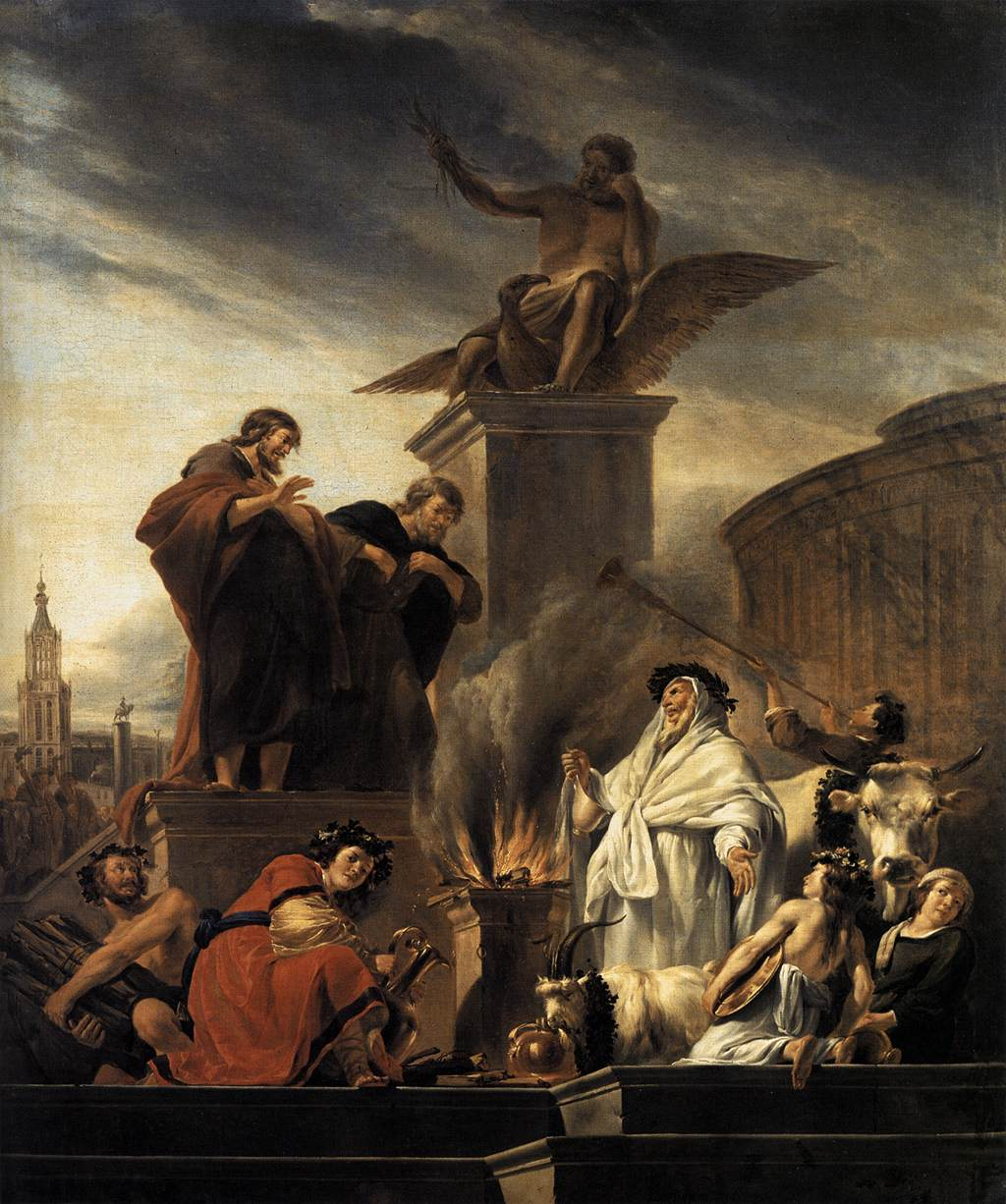
Pau i Bernabé a Listra (1650), oli sobre taula, 164 x 135 cm, Musée d'art et d'industrie, Sant-Etiève (França).

Artista fecund i variat, la seva producció, que inclou nombrosos dibuixos i aiguaforts, és abundant i comprèn paisatges italianitzants amb especial atenció a l'estudi dels animals, paisatges d'hivern i ports mediterranis, pintura d'història sobre temes cristians i mitològics, al·legories, pintura de gènere, retrats i naturaleses mortes. Podria haver col·laborat també amb Meindert Hobbema, Jan Baptist Weenix i uns altres incorporant figures de camperols i animals en els seus paisatges. Els aiguaforts oberts sobre les seves obres van fer de Nicolaes Berchem el més influent dels pintors de paisatge neerlandesos, estenent la seva influència al segle següent.

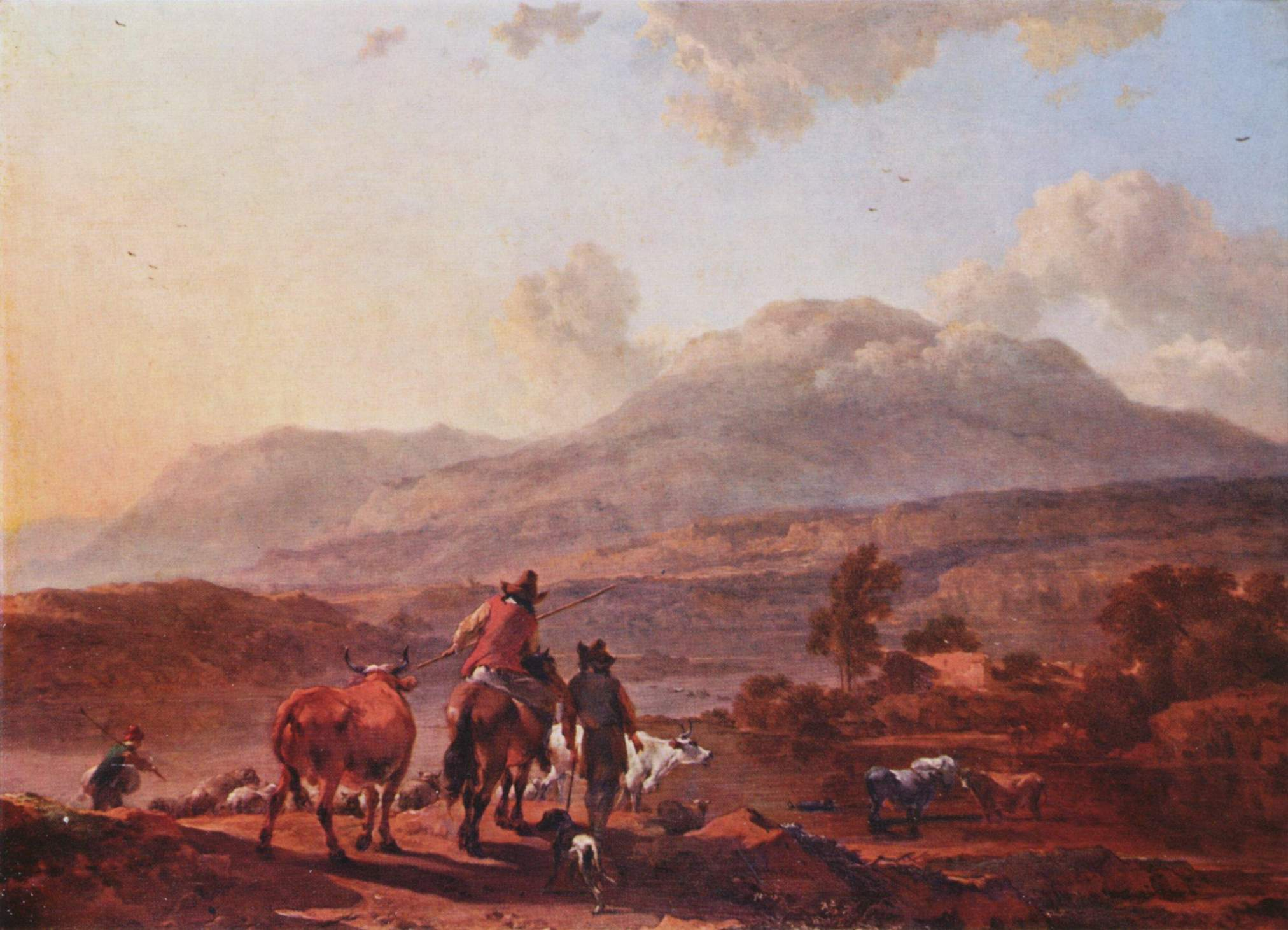
Paisatge italià
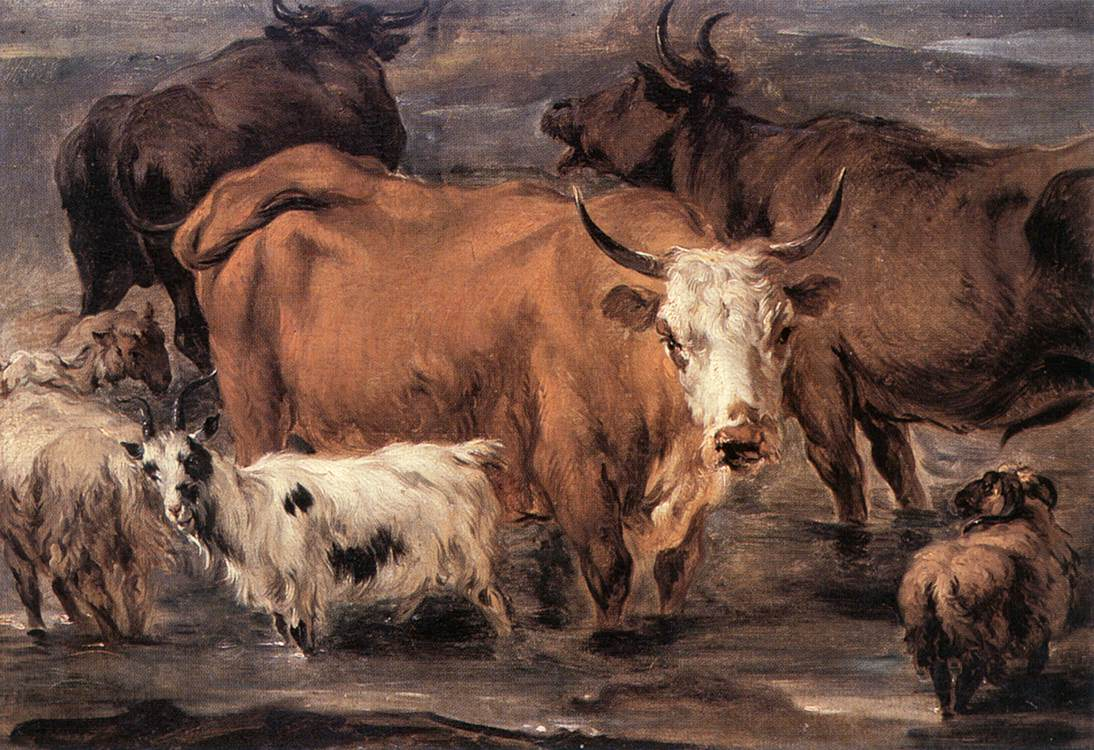
Estudi
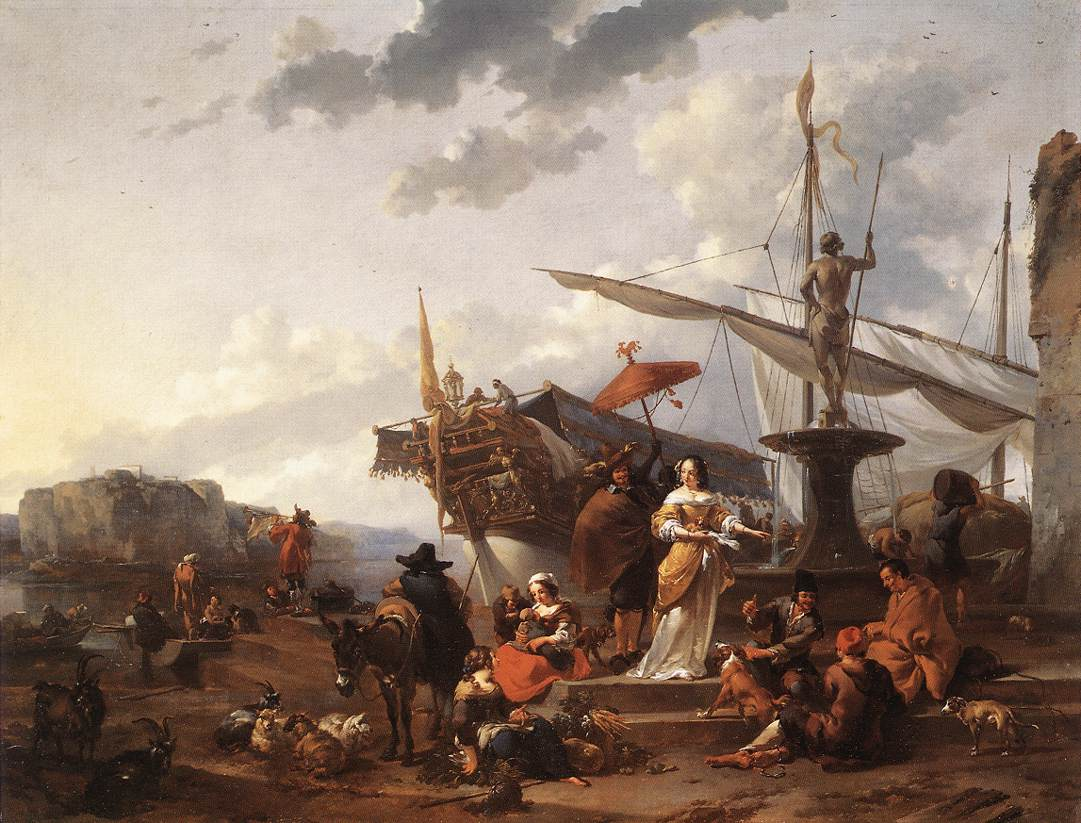
Paisatge port italià